# Hệ thống PGS
HỆ THỐNG ĐẢM BẢO CÓ SỰ THAM GIA (PGS)
Tháng 12/2006, Bộ Nông nghiệp và Phát triển Nông thôn Việt Nam (MARD) đã ban hành bộ Tiêu chuẩn Quốc gia cho sản xuất và chế biến các sản phẩm hữu cơ tại Việt Nam (10TCN 602-2006). Tuy nhiên, những thủ tục hướng dẫn chi tiết để cấp chứng nhận cho các sản phẩm hữu cơ không được miêu tả trong bộ Tiêu chuẩn này và hiện vẫn chưa có tổ chức hoặc cơ quan nào cấp chứng nhận cho các sản phẩm hữu cơ. Vì vậy, dự án Phát triển nông nghiệp hữu cơ ADDA- VNFU đã giới thiệu ý tưởng PGS cho một loạt các nhà sản xuất, thương lái, người tiêu dùng mà dự án đang cùng làm việc cũng như với một số nhà nghiên cứu và các tổ chức phi chính phủ tại địa phương. Các đối tác đã đồng thuận chấp nhận thực hiện hệ thống PGS làm hệ thống đảm bảo cho sản phẩm hữu cơ của họ vào tháng 10/2008.
PGS là gì ?
Là Hệ thống đảm bảo có sự tham gia– PGS (Participatory Guarantee System) hiện đang được áp dụng rộng rãi ở nhiều nước trên thế giới như Hoa Kỳ, Ấn Độ, Brazil, New Zealand, Argentina, Peru...
Hệ thống đảm bảo này dựa vào sự tham gia của các cơ quan, tổ chức và con người có liên quan trực tiếp vào chuỗi cung cấp hữu cơ, khuyến khích hoặc thậm chí yêu cầu sự tham gia trực tiếp của người nông dân và người tiêu dùng vào quá trình cấp chứng nhận
PGS chú trọng vào cả hai vấn đề:
- Cung cấp cho người tiêu dùng sự đảm bảo tin cậy về sản phẩm được sản xuất theo tiêu chuẩn hữu cơ
- PGS giúp tạo nên sự kết nối trực tiếp giữa người mua và người bán.

Cấu trúc và chức năng của PGS
Tiến trình cấp chứng nhận hữu cơ PGS
Tất cả các nhóm nông dân đều có thể được cấp chứng nhận hữu cơ khi đáp ứng đủ các điều kiện của PGS. Một hệ thống riêng do PGS điều khiển sẽ vận hành suốt chuỗi giá trị của sản phẩm được cấp chứng nhận hữu cơ để quản lý tính liêm chính ở tất cả các khâu sơ chế, thương lái và bán hàng. Hệ thống này sẽ được quản lý bởi nhóm điều phối. Khi được cấp chứng nhận thì các đối tượng được phép sử dụng nhãn hiệu PGS.
Nông dân muốn được cấp chứng nhận PGS, phải qua các tiến trình sau:
Các tiêu chuẩn PGS
Bộ nông nghiệp đã ban hành bộ tiêu chuẩn cơ bản về các sản phẩm hữu cơ vào tháng 12 năm 2006. PGS đã sử dụng các tiêu chuẩn của bộ để phát triển tiêu chuẩn của mình. Các tiêu chuẩn hữu cơ PGS được trình bày trong 22 "nguyên tắc" nhằm hướng dẫn nông dân trong canh tác và làm cơ sở cho công tác thanh tra và cấp chứng nhận trong thị trường nội địa Việt Nam.
Logo của PGS
Logo PGS vừa là biểu tượng của mạng lưới PGS vừa là dấu chứng nhận được gắn trên sản phẩm của các thành viên PGS đã hoàn thành hết quy trình PGS để giúp phân biệt các sản phẩm hữu cơ được sản xuất từ những ruộng đã được cấp chứng nhận. Khi biểu tượng của PGS được sử dùng làm dấu chứng nhận, nó có tên của liên nhóm, tên viết tắt của Tỉnh/Thành, năm được cấp chứng nhận và số nhận diện của nông dân.